# Avslagsbeslut
Avslagsbeslut är ett beslut om att avslå (inte bevilja) hela eller delar av en ansökan. I svensk offentlig sektor gäller att om beslutet är överklagningsbart ska besvärshänvisning bifogas.